# Tulingi

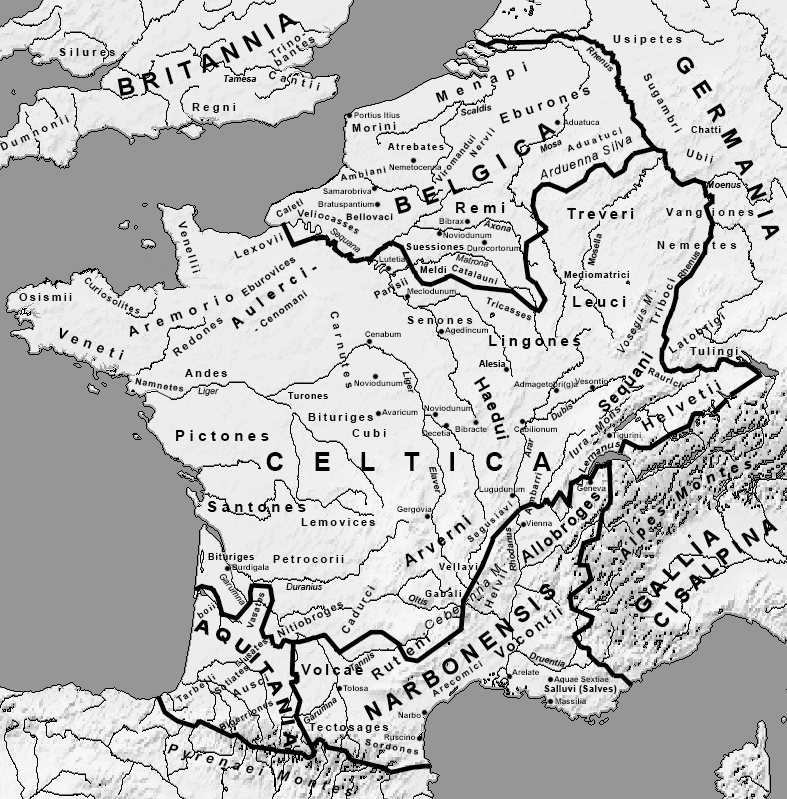
Een kaart van Gallië tijdens de 1ste eeuw v.Chr., met daarop de locaties van de Keltische stammen. De Tulingi woonden waarschijnlijk ten noorden van de Helvetiërs, maar hun precieze locatie is onzeker.

De Tulingi waren een kleine stam die een verbond gesloten hadden met de Keltische Helvetii ten tijde van verovering van Gallië door Julius Caesar. Hun precieze locatie is onbekend, maar gezien hun verbond met de Helvetiërs moet het gebied van de Tulingi ergens in het gebied van de bovenloop van rivier de Rijn zijn, waarmee ze waarschijnlijk de buren van de Helvetii waren. Ook over de taal die ze spraken en over hun afkomst is weinig bekend. Tijdens de Slag bij Bibracte in 58 v.Chr. waren ze onderdeel van een verbond van enkele Keltische stammen, zoals de Boii, geleid door de Helvetiërs. De bondgenoten werden tijdens die slag echter verslagen door de Romeinen onder Caesar.
Ook Klassieke schrijvers hebben weinig geschreven over de Tulingi. De enige referentie vinden we in de Commentarii de bello Gallico dat geschreven is door Caesar. Hij vertelt dat de Tulingi onderdeel waren van de Keltische stammen die rond die tijd massaal naar Zuid-Gallië migreerden, waaronder de Helvetiërs zelf. De stroom migranten werd echter verjaagd door Julius Caesar aan het begin van zijn Gallische Oorlogen in 58 v.Chr. De stammen vluchtten terug naar hun voormalige woongebied, waar ze gedwongen waren hun huizen weer te herbouwen (toen ze migreerden hadden velen hun huis verbrand). In notulen van de Helvetiërs valt op te maken dat slechts 110.000 Tulingi weer naar huis trokken, van de 368.000 die migreerden.
Ook de herkomst van de naam is onderwerp van enige discussie. De voorname verklaring voor hun afkomst en naam is dat de Tulingi Keltisch waren. Dit omdat het achtervoegsel -ing- vaak voorkomt bij de naamgeving van Keltische stamnamen. Een tweede theorie is dat de Tulingi Germaans waren. Echter is er voor deze theorie nooit duidelijk bewijs geleverd.
Onder druk van de Germanen werden de Boii verjaagd van de gebieden rond de Donau. Het is de vraag waarom de Tulingi, als ze Germaans waren, geen verbond sloten met de binnenvallende Germanen, maar met Keltische stammen. De Tulingi worden ook zeer kortaf genoemd in de  geschriften van Orosius, die over de Helvetische campagne schreef, waarbij hij zichzelf voornamelijk baseerde op de boeken van Caesar. Echter noemt hij een naburige stam van de Tulingi, Latobrigi, in plaats van Latovici. Het achtervoegsel -brigi is een duidelijke aanwijzing dat de Keltisch waren, en het is dus aannemelijk dat de Tulingi, die er pal naast woonden, ook Keltisch waren.
In latere bronnen kwamen de Tulingi potentieel ook voor. In een geschrift van Rufus Festus Avienus, de  Ora Maritima in 360, worden enkele volkeren genoemd die in Valais wonen. Ook noemt Avienus de Tylangii, die waarschijnlijk afstammen van de Tulingi waar Caesar mee te maken kreeg. De Tylangii woonden echter ten zuiden van het Meer van Genève, in tegenstelling tot de Tulingi die rond de Rijn woonden. Sterker nog, Avienus beschouwde hen als Liguriërs. Er zijn nog enkele andere namen bekend die waarschijnlijk gerelateerd zijn aan de Tulingi, zoals Daliterni en Clahilci. Beide namen duiden tevens niet op een Germaanse naamgeving.